# Pseudapis siamensis
Pseudapis siamensis är en biart som först beskrevs av Cockerell 1929.  Pseudapis siamensis ingår i släktet Pseudapis och familjen vägbin. Inga underarter finns listade i Catalogue of Life.